# Colegiul Național Pedagogic „Carol I” din Câmpulung Muscel
Colegiul Național Pedagogic „Carol I” din Câmpulung Muscel este o instituție de învățâmânt secundar din
județul Argeș, continuatoare a Școlii Normale „Carol I” din București.